# Quiet Riot II
Albums de Quiet Riot
Quiet Riot
(1977) Metal Health
(1983)
Quiet Riot II est le second album du groupe de heavy metal/glam metal Quiet Riot sorti en 1978. Comme son prédécesseur, Quiet Riot II n'est sorti qu'au Japon. C'est le dernier album de Quiet Riot à présenter le guitariste Randy Rhoads, puisqu'il a quitté le groupe l'année suivante pour rejoindre Ozzy Osbourne. Il s'est glissé une erreur au niveau des crédits, il est cité que c'est Rudy Sarzo qui joue la basse alors que ce n'est pas le cas, puisque c'est Kelly Garni qui joue la basse. La chanson Afterglow Of Your Love est une reprise des Small Faces qui date de 1969.

## Liste des chansons
1. "Slick Black Cadillac" - 5:10 - (Dubrow)
2. "You Drive Me Crazy" - 4:17 - (Dubrow, Rhoad)
3. "Afterglow Of Your Love" - 3:37 - (Marriott, Lane)
4. "Eye For An Eye" - 4:02 - (Dubrow, Rhoad, Sobol)
5. "Trouble" - 5:10 - (Dubrow, Rhoad)
6. "Killer Girls" - 4:50 - (Dubrow, Rhoad, Sobol)
7. "Face To Face" - 4:38 - (Dubrow, Rhoad)
8. "Inside You" - 4:49 - (Dubrow)
9. "We've Got the Magic" - 4:40 - (Rhoad)
10. "Highway to Hell [Bonus Track]" - 4:00 - (Dubrow, Rhoad)

## Personnel
- Kevin DuBrow - Chant
- Randy Rhoads - Guitare, chœurs
- Rudy Sarzo - Basse, chœurs - Rudy est crédité mais ne joue pas sur l'album, c'est Kelly Garni qui joue la basse.
- Kelly Garni - Basse, chœurs - Non crédité
- Drew Forsyth - Batterie, chœurs

## Personnel additionnel
- The Killer Bees - Chœurs

## Production
- Warren Entner - Production, gérance
- Lee De Carlo - Production